# April Greiman
April Greiman est une artiste et graphiste américaine, née à New York le 22 mars 1948. Elle est établie à Los Angeles depuis 1976, où elle a fondé l'agence Made in Space. Greiman a contribué à lancer le courant typographique « New Wave » aux Etats-Unis à la fin des années 1970 et au début des années 1980. Elle est reconnue comme l'une des premières graphistes à avoir adopté l'ordinateur comme outil de création. Son œuvre combine l'héritage du style suisse avec le postmodernisme de la côte ouest.

## Parcours
Greiman commence ses études de design graphique à l'institut d'art de Kansas City, de 1966 à 1970. Elle y rencontre trois enseignants venant de l'Ecole de design de Bâle: Inge Druckrey, Hans Allemann et Christa Zelinsky. Elle décide d'affiner son éducation typographique en allant étudier dans cette école. 
Âgée de 21 ans, elle est la plus jeune parmi la quinzaine d'étudiants. Elle se focalise sur le travail typographique auprès de l'enseignant Wolfgang Weingart, qui lui donne l'accès au studio pendant la nuit et les week-end. Une photo d'April Greiman, prise à une fête costumée en janvier 1971, sera utilisée par Weingart pour l'une des couvertures de la revue TM-RSI.
En 1976, elle quitte New York pour aller travailler à Los Angeles, où elle s'établit définitivement. Elle fonde son propre studio de design, Made in Space en 1978.
En 1982, elle est nommée responsable du département de design du California Institute of the Arts (Cal Arts).

## Œuvres marquantes
- Une couverture du périodique Wet Magazine, avec Jayme Odgers, en 1979[7].
- Une affiche pour les Jeux olympiques d'été de 1984, à Los Angeles.
- Le design du numéro #133 du magazine Design Quarterly, intitulé “Does it make sense?” (français: Cela fait-il sens?), en 1986. Ce numéro se présente sous la forme d'un poster dépliant montrant le corps nu de l'artiste en grandeur nature, traité avec le logiciel MacVision (sur un Macintosh 512k[8]) et décoré de symboles et de texte[4].
- Le design d'un timbre postal édité en 1995, en commémoration du 75e anniversaire du droit de vote des femmes aux Etats-Unis.

Vue de l'œuvre 'Hand Holding a Bowl of Rice'.

- Vue de l'œuvre 'Hand Holding a Bowl of Rice'.Hand holding a bowl of rice (français: Main tenant un bol de riz), une peinture monumentale couvrant la façade d'un bâtiment, à la station de métro Wilshire/Vermont, à Los Angeles. Commissionné en 2007.

## Récompenses
Le travail d'April Greiman lui a valu de nombreux prix, y compris la médaille d'or de l'Institut américain des arts graphiques (AIGA) en 1998, et le prix Chrysler pour l'innovation.